# Nicolas Bachelier
Nicolas Bachelier (Arras, 1487 – Tolosa, 1556) è stato uno scultore, architetto e orafo francese.

## Biografia
Nicolas Bachelier fu il maggior rappresentante del Rinascimento a Tolosa.
Ricevette gli insegnamenti dal padre e successivamente studiò in Italia, dove si perfezionò nella bottega di Leonardo da Vinci e una volta rientrato in patria, nel 1510, si attivò a Tolosa dove realizzò la maggior parte dei suoi lavori, influenzati dal tardo Rinascimento italiano e già baroccheggianti, caratterizzati da una ricca decorazione plastica, a base di cariatidi, di lesene scolpite e di candelabri.
Tra le sue opere documentate vi sono, a Tolosa, i portali dell'Hôtel de Bagis (1538), l'Hôtel Buet (1540), statue e decorazioni scultoree della chiesa della Dalbade (1544), l'Hôtel d'Assézat (1555, in parte), lavori di abbellimento e portali come quelli del Campidoglio, del Jardin des Plantes, della chiesa di San Sernin, migliorie del Palazzo del Parlamento (1553), del Palazzo Lasbordes (1555).
Fuori Tolosa costruì il castello di St.-Jory (1545), il portale del Collegio dell'Esquile (1555), un ponte sulla Garonna, ma è ricordato prevalentemente per i lavori di scultura, per i monumenti e per le pale d'altare, come quella con La morte di Maria nella chiesa di Santo Stefano, la pala con la Nascita di Cristo nella chiesa dei Trinitari, statue e decorazioni nelle chiesa di San Nicola e nel Museo di storia naturale di Tolosa.
Fu anche ebanista e scultore di decoratissimi mobili in legno.
Secondo alcune fonti storiche, sarebbe stato chiamato a lavorare, negli ultimi anni di vita, in Spagna per Filippo II di Spagna.

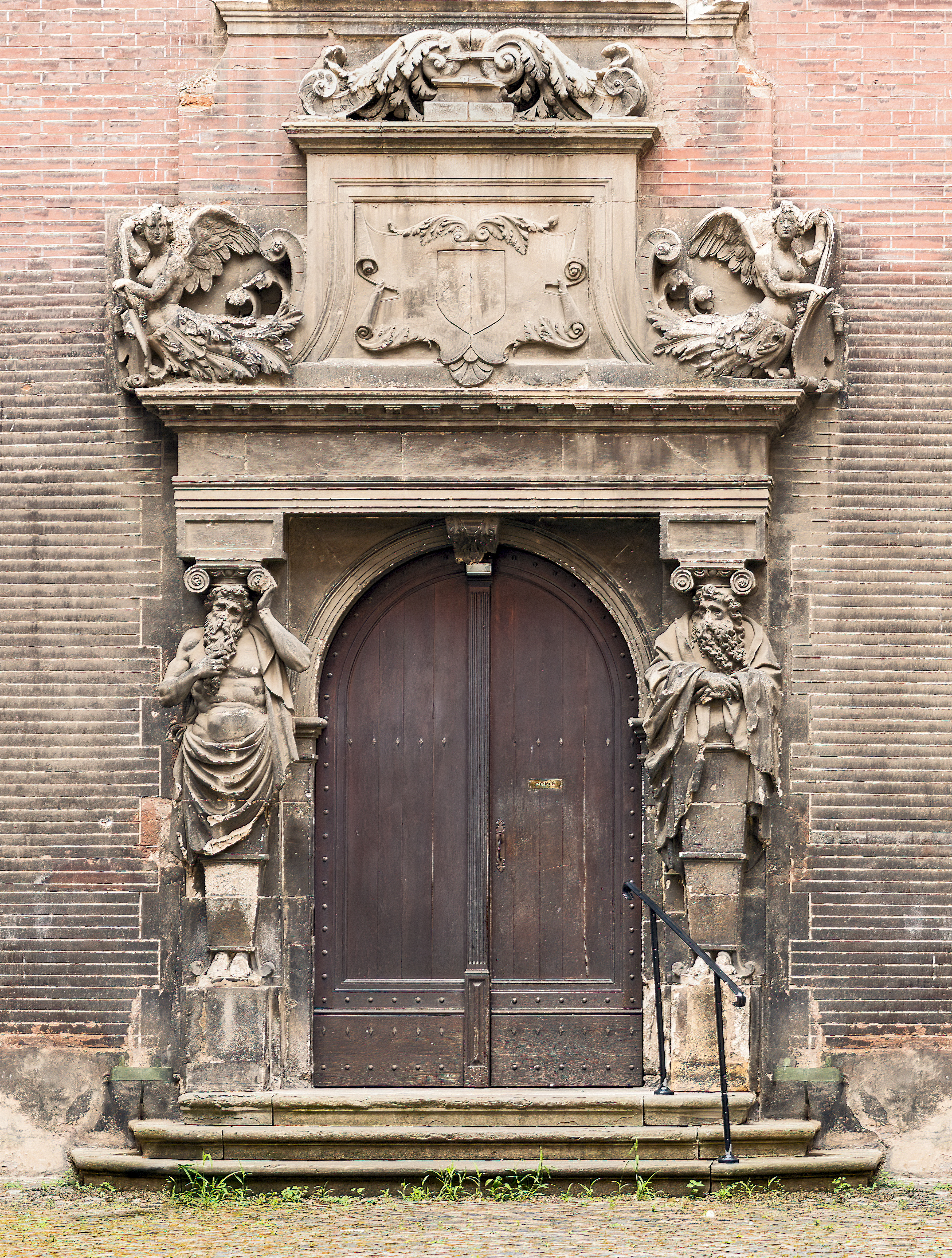
Portale dell'Hôtel de Bagis, nel (1538) a Tolosa
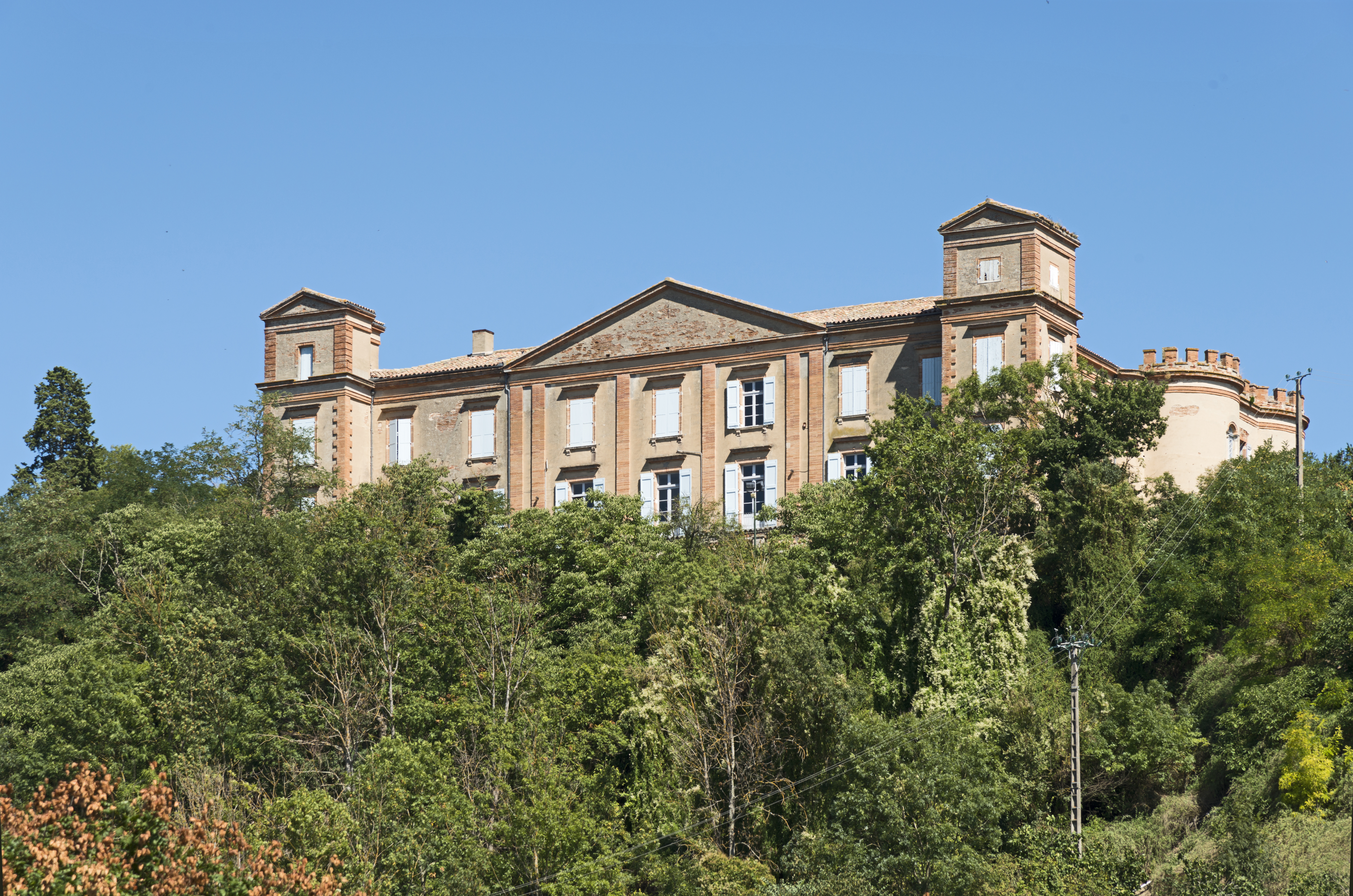
Castello di Castelnau-d'Estrétefonds (pianta e sculture) nel 1539
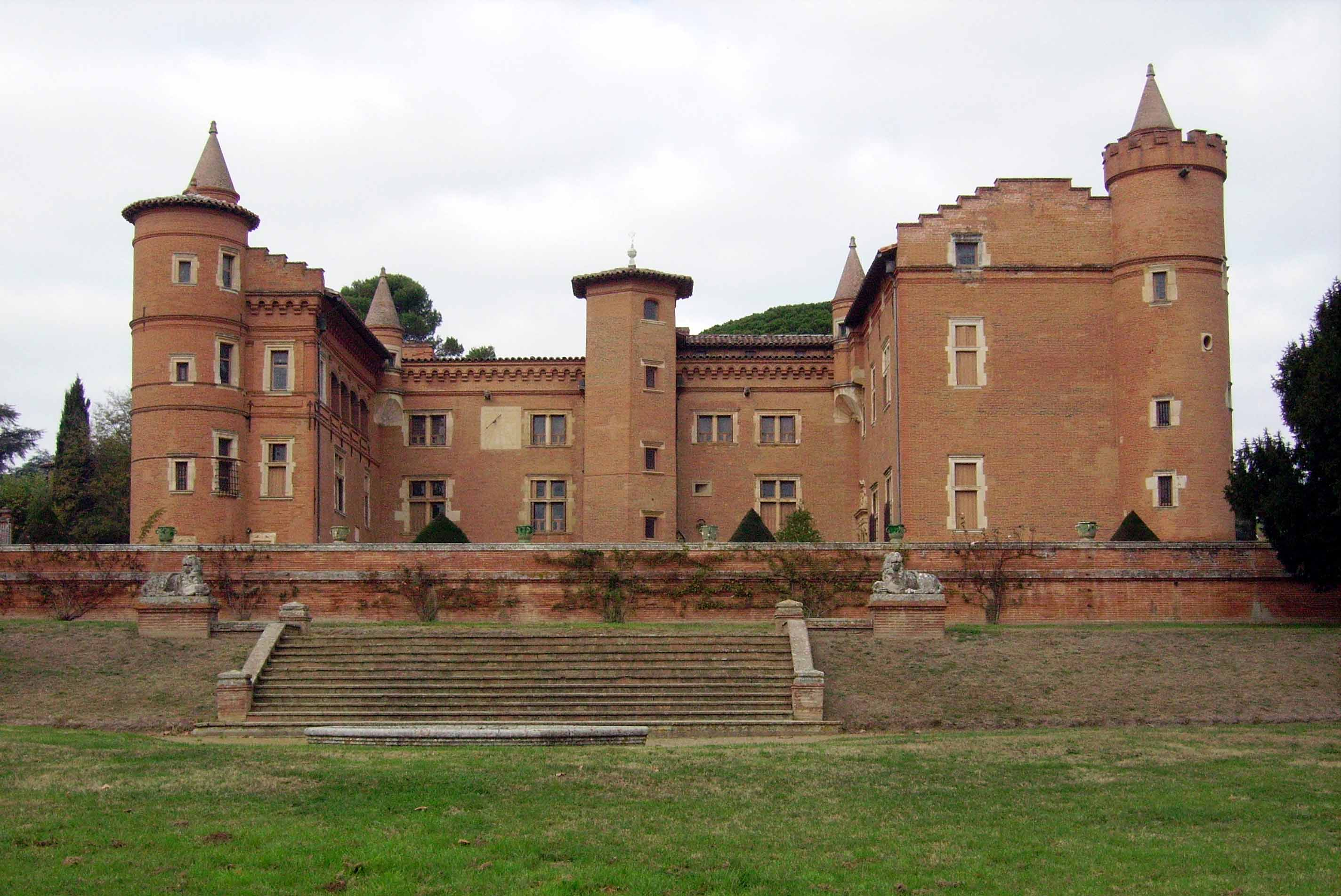
Castello di Pibrac nel 1540
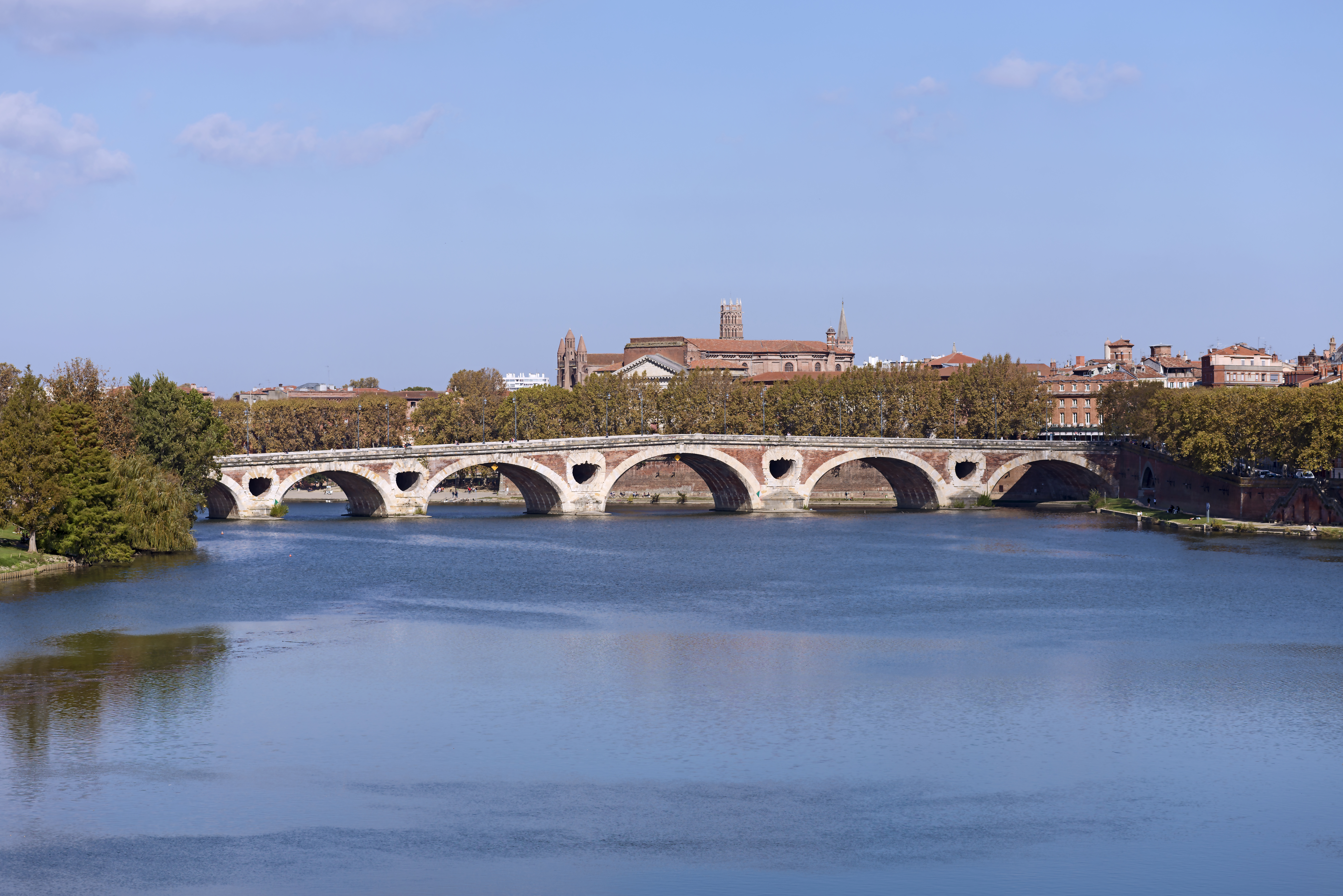
Pont-Neuf di Tolosa, dal 1544
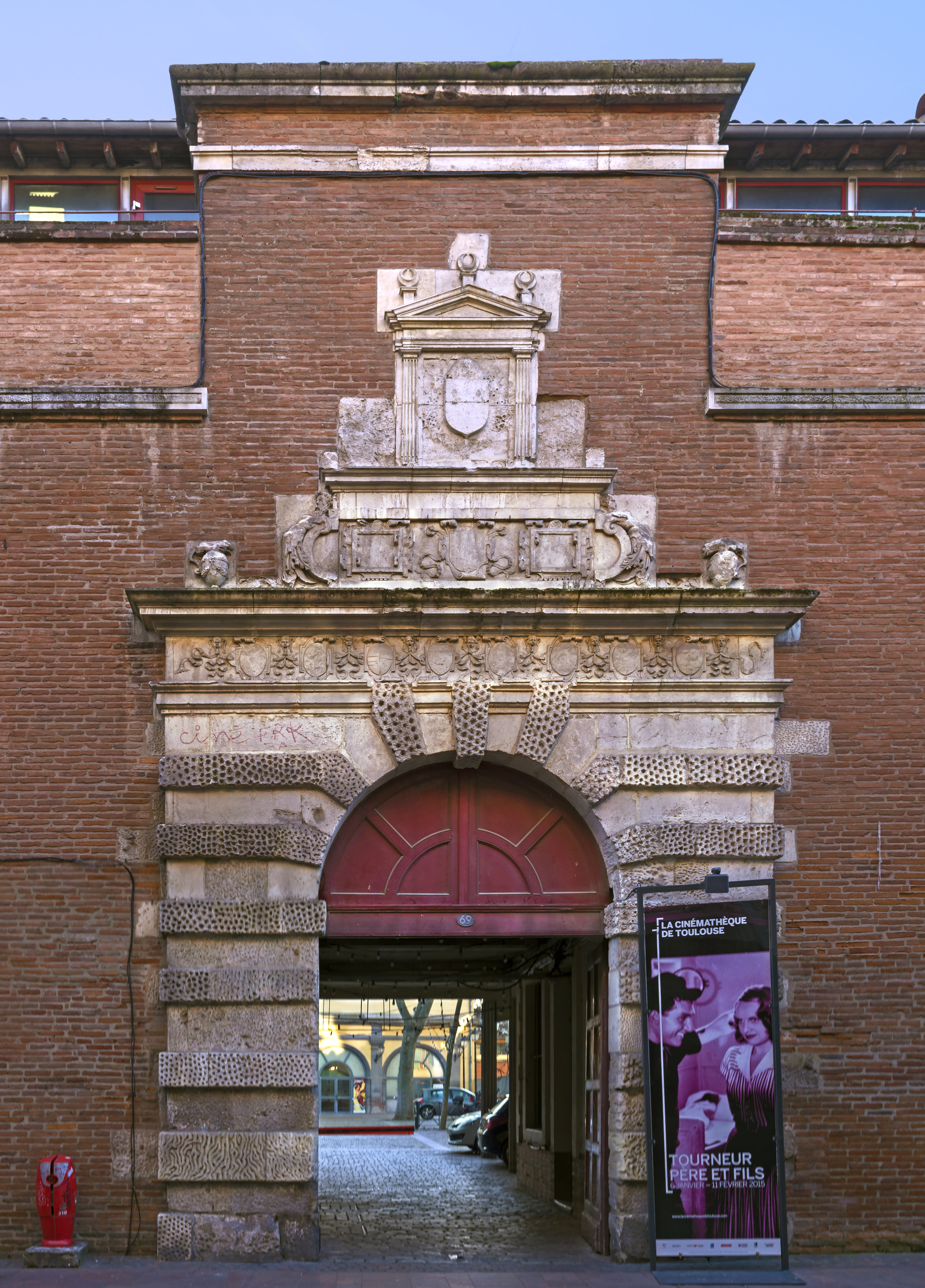
Portale del Collegio dell'Esquile (1555)
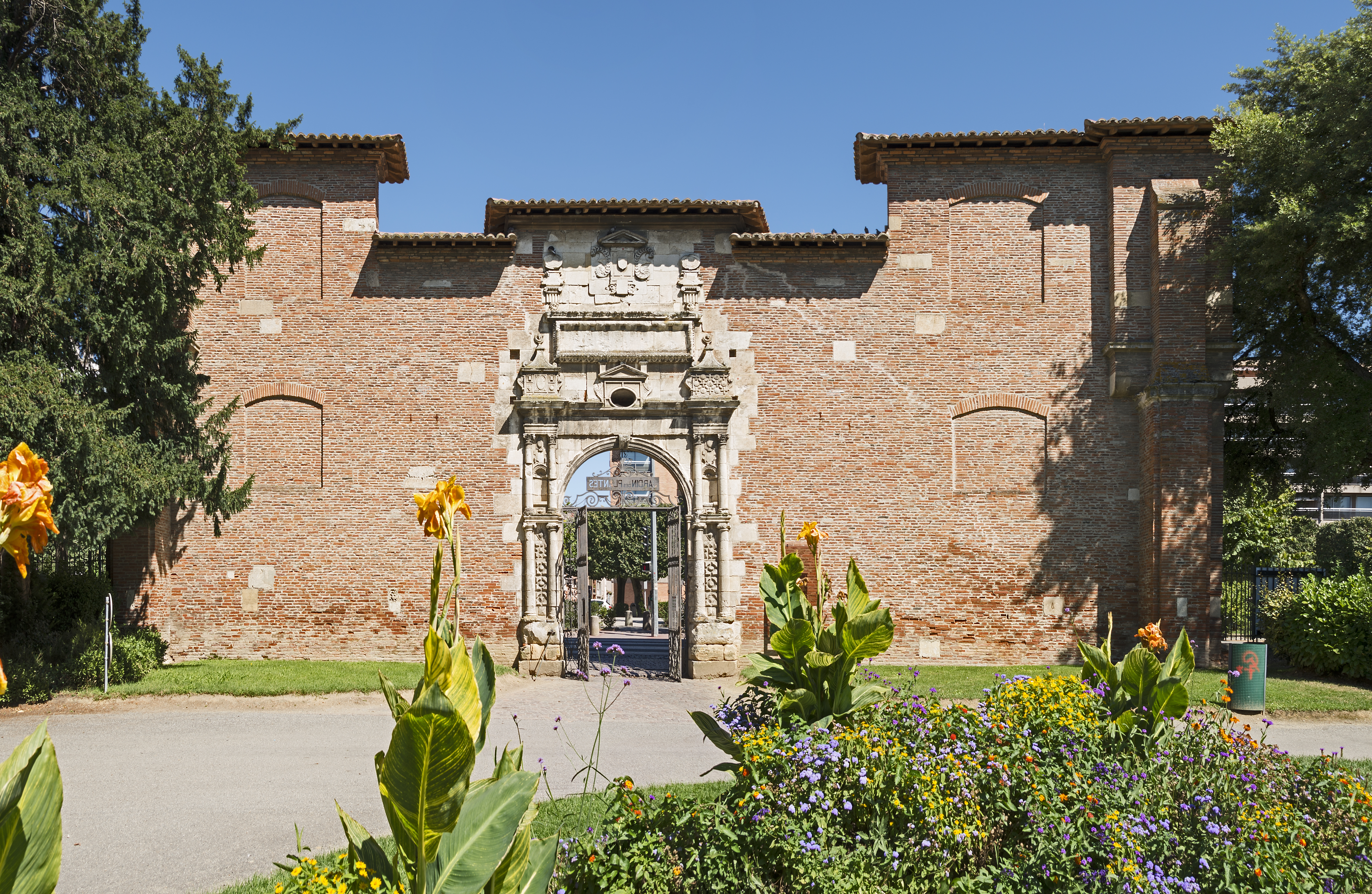
Portale del Capitole di Tolosa
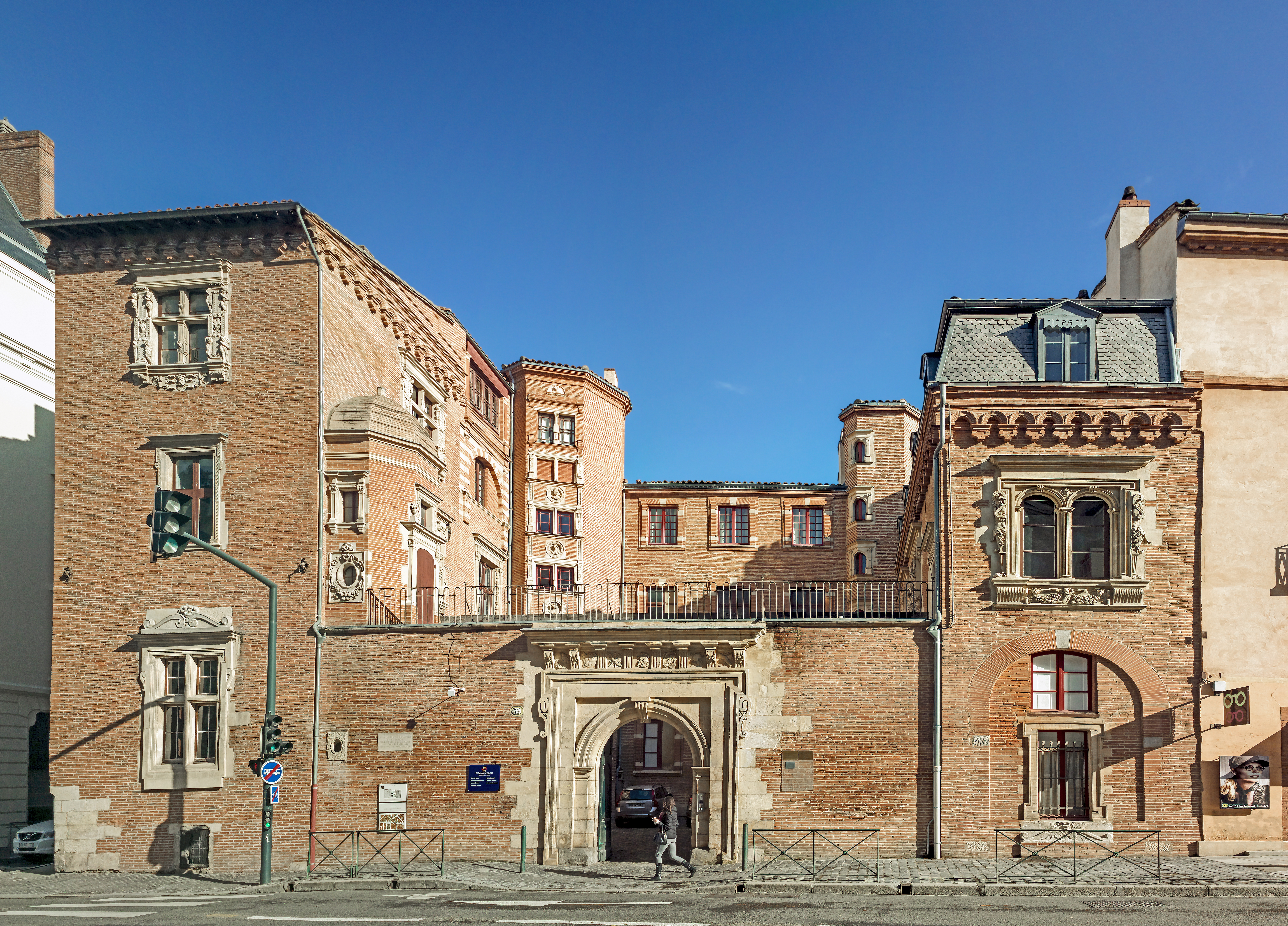
Hôtel du Vieux-Raisin
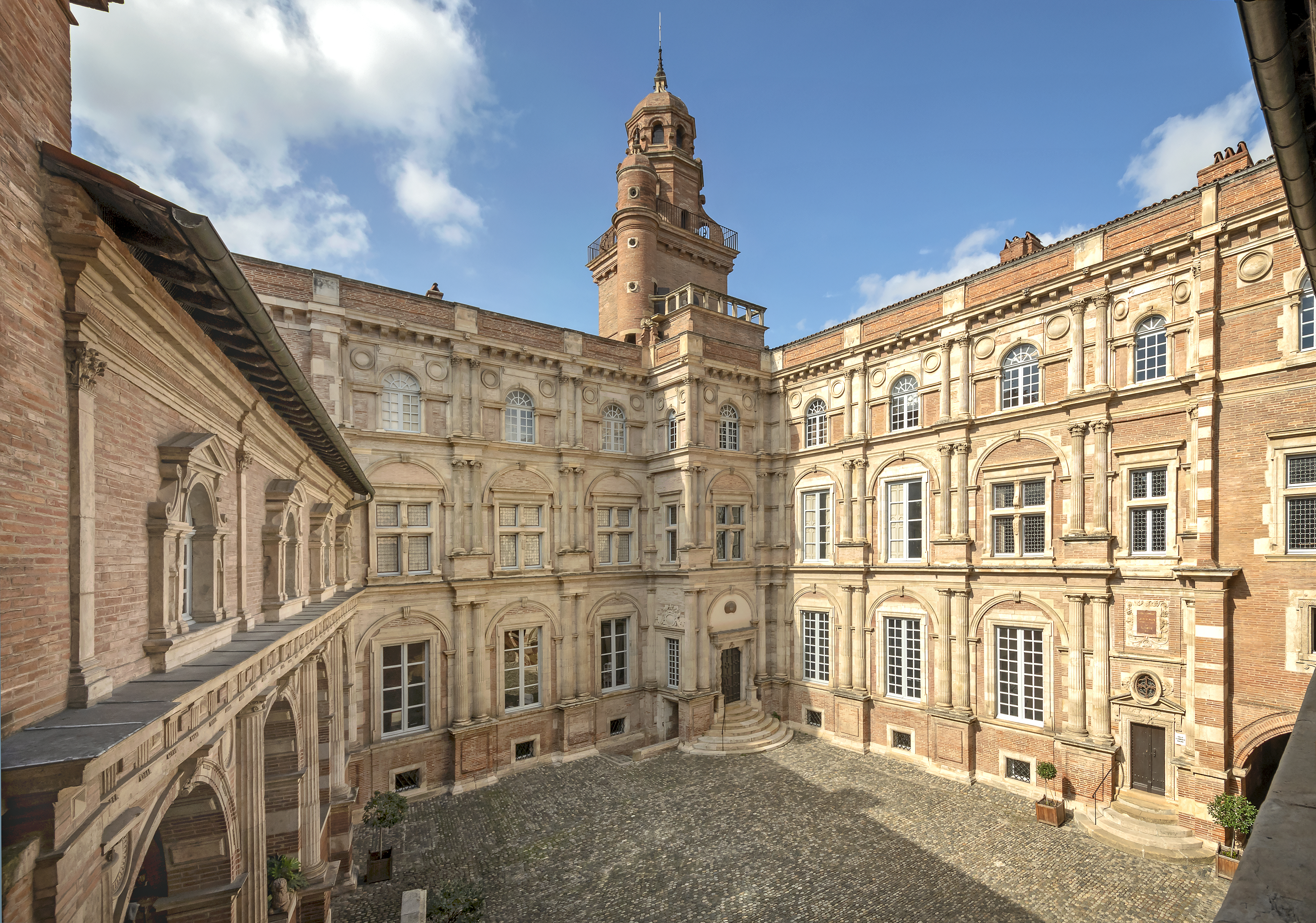
Hôtel d'Assézat a Tolosa nel 1557
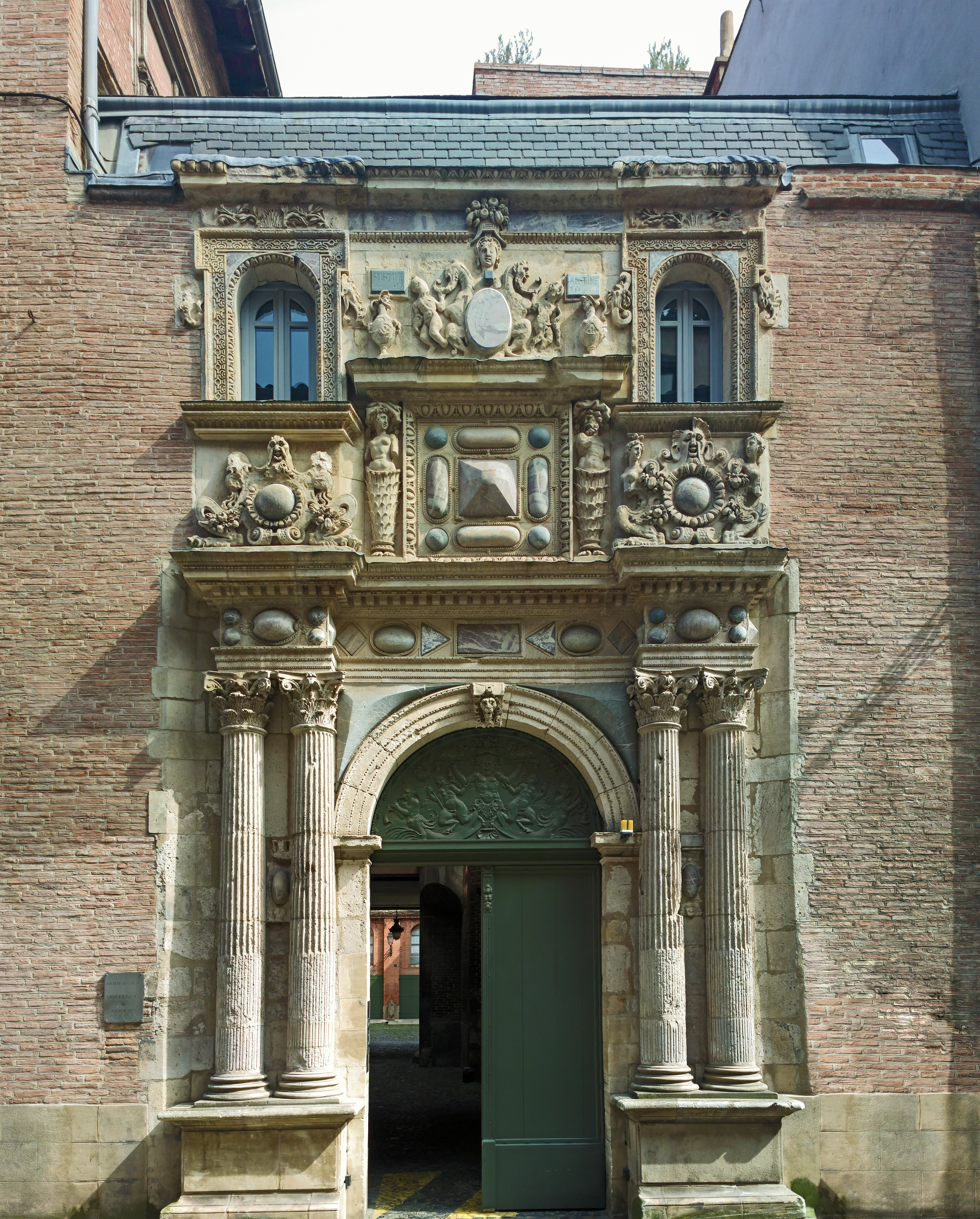
Hôtel Felzins a Tolosa

## Opere
- Saint-Geniès-Bellevue (castello del XVI secolo);
- Chiese di Lonzac e Assier e i due castelli di Assier e Husson;
- Castello di Caumont nel 1535 a Cazaux-Savès (Gers);
- Hôtel de Bagis nel (1538) a Tolosa;
- Primo progetto per la costruzione del Canal du Midi in 1539 tra Tolosa e il Mediterraneo presentato a re Francesco I di Francia;
- Castello di Castelnau-d'Estrétefonds (pianta e sculture) nel 1539
- Castello di Pibrac nel 1540;
- Hôtel de Guillaume de Bernuy nel 1540;
- Pont-Neuf di Tolosa, di cui fu uno degli architetti, dal 1544;
- Portale del Campidoglio di Tolosa (porta del Petit Consistoire, nel 1546);
- Battistero della Cattedrale di Santo Stefano nel 1547;
- Espansione dell'Hôtel de Pins nel 1552;
- Hôtel du Vieux-Raisin;
- Hôtel d'Assézat di Tolosa nel 1557.
- Pala d'altare e tomba della famiglia Ornezan nella chiesa di Saint-Michel de Ciadoux;
- L'Hôtel Felzins a Tolosa.